# Srebrenik
Srebrenik – miasto w Bośni i Hercegowinie, w Federacji Bośni i Hercegowiny, w kantonie tuzlańskim, w mieście Srebrenik. W 2013 roku liczyło 6694 mieszkańców, z czego większość stanowili Boszniacy.
W mieście działa klub piłkarski OFK Gradina Srebrenik.